# Abingdon (Maryland)
Pour les articles homonymes, voir Abingdon.
Abingdon est une communauté non incorporée située dans le comté de Harford, dans l'État du Maryland, aux États-Unis.